# Inoue Mitsuharu

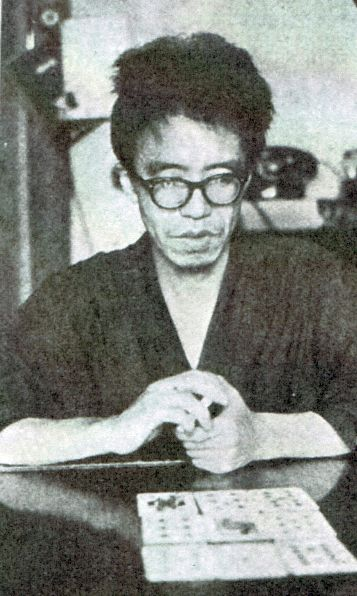
Inoue Mitsuharu

Inoue Mitsuharu (japanisch 井上光晴; * 15. Mai 1926 in Lüshunkou (Port Arthur); † 30. Mai 1992) war ein japanischer Schriftsteller.

## Leben und Werk
Inoue Mitsuharu wurde in der Mandschurei geboren, wo sein Vater als wandernder Töpfer lebte. Er trat nach dem Zweiten Weltkrieg der Kommunistischen Partei Japans bei und publizierte in der Zeitschrift Shin Nihon Bungaku. Nach der Veröffentlichung des kritischen Romans Kakarezaru isshō wurde er 1950 aus der Partei ausgeschlossen. 1956 gründete er die Zeitschrift Gendai Hihyoo, in der er den Fortsetzungsroman Kyokō no kurēn (虚構のクレーン) – „Ein fiktiver Kran“ (als Buch 1960) veröffentlichte. In diesem wie in dem Werk Shõsetsu Guadarukanaru senshishū (小説ガダルカナル戦詩集) „Roman Schlacht um Guadalcanal Gedichtsammlung“ (1958) reflektierte er das Leben in Japan während des Zweiten Weltkrieges. In späteren Werken setzte er sich mit Themen wie den japanischen Kriegsverbrechen im Zweiten Weltkrieg und den Folgen der Atombombenabwürfe auf Hiroshima und Nagasaki auseinander. Sein Roman Gendai Hihyoo (憑かれた人) – „Eine besessene Person“ (1981) beschreibt den psychologischen Zustand eines radikalen Anführers, der sieben Jahre im Gefängnis verbringen musste, für einen Mord, den er nicht begangen hatte.
Seine 1961 geborene Tochter Areno Inoue ist auch als Schriftstellerin und Drehbuchautorin tätig.